# Гравесен, Томас
То́мас Гра́весен (дат. Thomas Gravesen; род. 11 марта 1976[…], Вайле) — датский футболист, опорный полузащитник. Играл в ряде европейских клубов и сборной Дании.

## Биография

### Клубная карьера
Свою карьеру Гравесен начал в 1995 году в родном «Вейле» из одноимённого города, выступавшем в Датской Суперлиге. Затем выступал за немецкий «Гамбург». После Евро-2000 выступал в английском «Эвертоне», где был популярен среди болельщиков. Потом провёл сезон в мадридском «Реале». С 2006 года выступал за «Селтик», который также отдавал его в аренду «Эвертону». В 2008 году шотландский клуб расторг контракт. В январе 2009 года объявил о завершении карьеры игрока.

### Выступления за сборную
За сборную Дании Гравесен выступал с августа 1998 по сентябрь 2006. В её составе он принял участие в чемпионате Европы 2000, чемпионате мира 2002 и чемпионате Европы 2004.

#### Голы за сборную
| # | Дата           | Место                  | Соперник   | Счёт (на момент гола) | Итоговый результат | Соревнование                                       |
| - | -------------- | ---------------------- | ---------- | --------------------- | ------------------ | -------------------------------------------------- |
| 1 | 6 октября 2001 | Копенгаген, Дания      | Исландия   | 3:0                   | 6:0                | Чемпионат мира по футболу 2002 (отборочный турнир) |
| 2 | 6 октября 2001 | Копенгаген, Дания      | Исландия   | 4:0                   | 6:0                | Чемпионат мира по футболу 2002 (отборочный турнир) |
| 3 | 29 марта 2003  | Бухарест, Румыния      | Румыния    | 2:2                   | 5:2                | Чемпионат Европы по футболу 2004 (отборочные игры) |
| 4 | 30 апреля 2003 | Копенгаген, Дания      | Украина    | 1:0                   | 1:0                | Товарищеский матч                                  |
| 5 | 11 июня 2003   | Люксембург, Люксембург | Люксембург | 2:0                   | 2:0                | Чемпионат Европы по футболу 2004 (отборочные игры) |

## Достижения

### Командные
- Чемпионат Дании — 2-е место: 1996/97.
- Чемпионат Испании — 2-е место: 2004/05, 2005/06.
- Чемпион Шотландии: 2006/07.

### Личные
- Первый иностранец в составе «Эвертона», который провел за этот клуб более 100 матчей.[5]